# William Whipple Warren

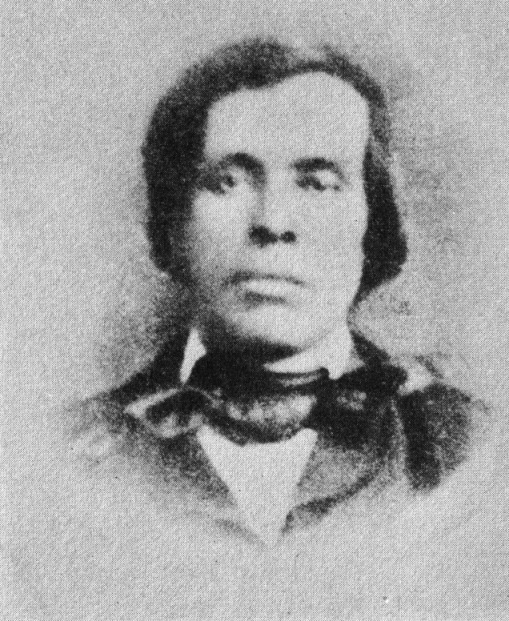
William Whipple Warren (zirka 1851)

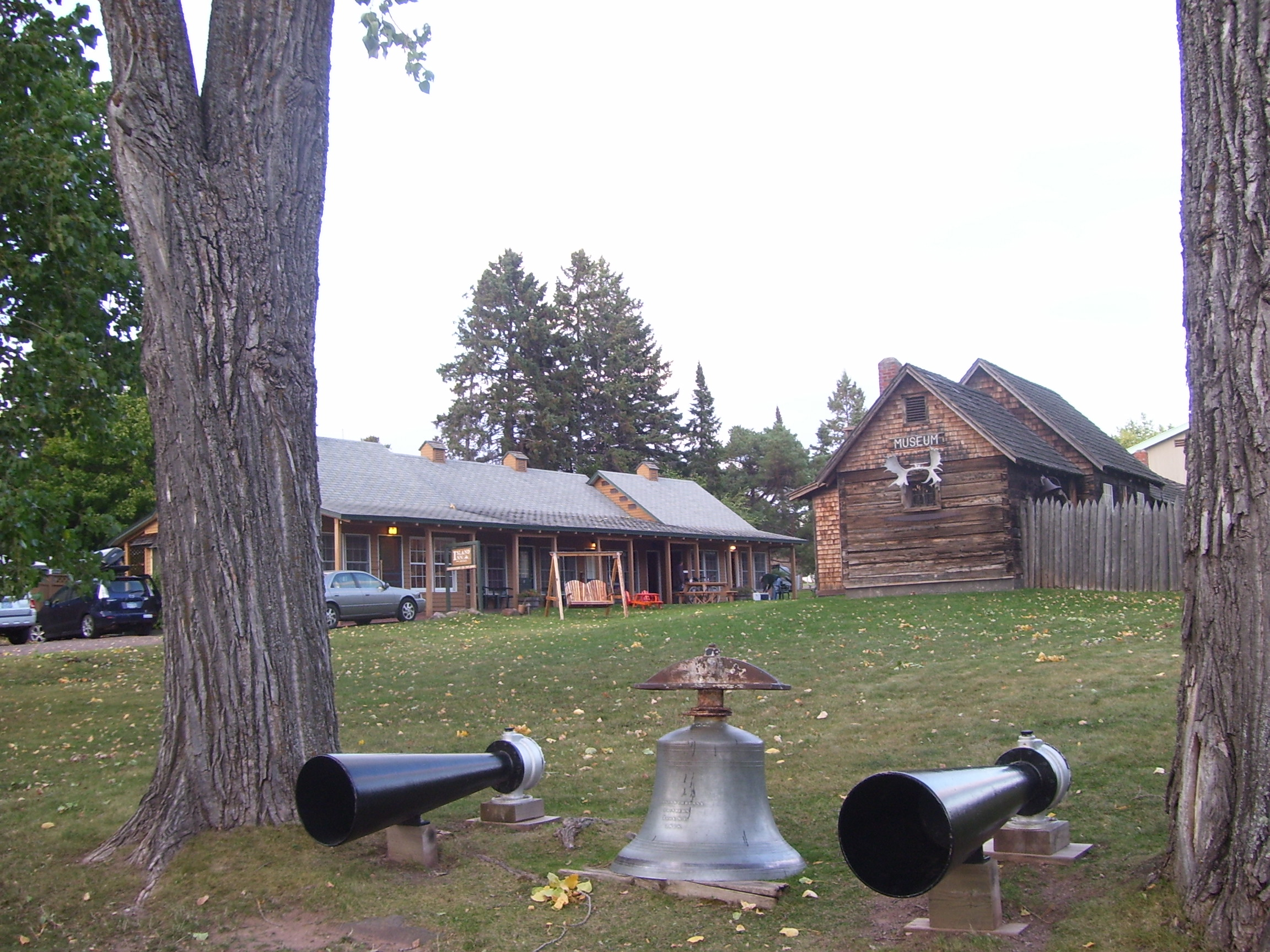
Madeline Island. Heute ist die alte Handelsstation ein Museum

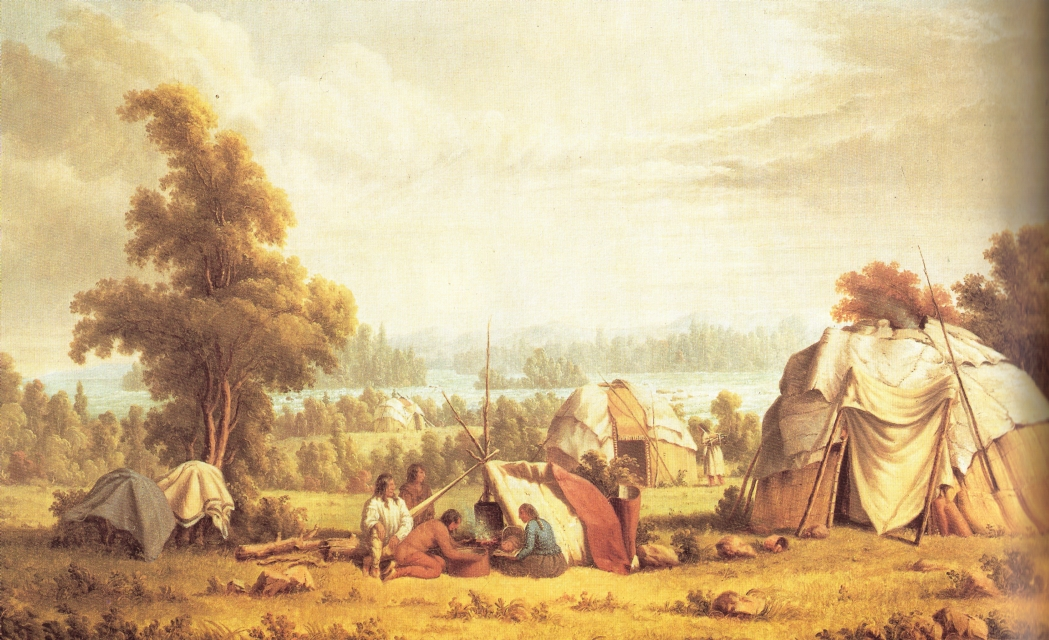
Dorf der Anishinabe bei Sault Sainte Marie 1846, Gemälde von Paul Kane

William Whipple Warren (* 27. Mai 1825 in La Pointe, Wisconsin; † 1. Juni 1853 St. Paul, Minnesota) war ein US-amerikanischer Historiker und Politiker.

## Leben und Wirken
Warrens Mutter war vom Indianerstamm der Anishinabe, auch Ojibwe genannt. Sein Vater stammte aus einer alten Einwanderer-Familie, die 1620 mit der Mayflower Amerika erreicht hatte. Er wuchs in beiden Kulturen auf, verbrachte einen Teil seiner Jugend an der Ostküste und auf Madeline Island, einer Insel im Lake Superior. Die Insel war zu dieser Zeit ein wichtiger Stützpunkt im Fellhandel zwischen Indianern und Weißen. Warren war der erste Schriftsteller, der die Geschichte der Anishinabe-Indianer schriftlich dokumentierte. 1845 zog es ins heutige Minnesota, wo er 1850 in das Repräsentantenhaus des damaligen Minnesota-Territorium gewählt wurde. Er starb im Alter von nur 27 Jahren an Tuberkulose und wurde in St. Paul beigesetzt. Sein Buch über die Geschichte der Anishinabe-Indianer wurde erst nach seinem Tod veröffentlicht. Es gilt als ein bedeutendes Werk bei der Erforschung der Geschichte der Indianer vor der Ankunft der weißen Siedler. 
William Whipple Warren's Mutter hieß Mary Cadotte. Die Cadotte waren eine bekannte Pelzhändler-Familie und die Insel Madeline ist nach seiner Großmutter Madeline Cadotte benannt. Diese wiederum war eine Tochter von White Crane, einem Häuptling der Anishinabe. Seine Großmutter heiratete Michel Cadotte (1764–1837) einen Fell-Händler mit französischem Vater und einer Mutter vom Stamm der Anishinabe. Die Familie seines Vaters Lyman Marcus Warren kam aus Neu-England und waren Nachkommen von Richard Warren, einem der ersten Englischen Siedler, die 1620 mit der Mayflower nach Amerika ausgewandert waren. Auch er war ein Pelz-Händler.
Die Anishinabe hatten ein System der Patrilinearität, die Übertragung und Vererbung von sozialen Eigenschaften und Besitz sowie des Familiennamens gingen ausschließlich über die männliche Linie von Vätern an die Söhne. Deswegen wurde William Whipple Warren nie als vollwertiges Mitglied des Stammes anerkannt, weil sein Vater kein Mitglied des Stammes, sondern ein Weißer war. In der Weißen Amerikanischen Gesellschaft waren Mischlinge oft Diskriminierungen ausgesetzt. Warren wurde also von keiner Seite voll anerkannt.
William Whipple Warren besuchte Evangelische Missionsschulen auf Madeline und Mackinac Island, bevor er im Alter von 11 Jahren mit seinem Großvater Lyman Warren nach Clarkson, New York zog. Dort besuchte er die 'Clarkson Academy' und anschließend das 'Oneida Institute' in Whitesboro, New York, eine Schulanstalt der Presbyterianischen Kirche. Das 'Oneida Institute' war eine spezielle Einrichtung für die Ausbildung von amerikanischen Ureinwohnern. 1840 kehrte der 15-Jährige zu seiner Familie nach Madeline Island zurück.  
Im Alter von 17 Jahren begann er seine Familienangehörigen und weitere Stammes-Mitglieder nach den Geschichten und Traditionen der Anishinabe zu befragen, die bisher nur mündlich von einer Generation zur nächsten weitergegeben wurden.
Er war ein guter Zuhörer und versuchte diese Geschichten wissenschaftlich korrekt zu dokumentieren. Da Warren zweisprachig aufgewachsen war, zog er als Dolmetscher mit dem Amerikanischen Händler Henry Mower Rice 1845 nach Crow Wing, Minnesota. Auch hier befragte er die dort lebenden Anishinabe und schrieb ihre Geschichten auf. Er arbeitete mit Henry Rowe Schoolcraft zusammen, einem US-amerikanischen Entdecker und Ethnologen, der bekannt dafür wurde, im Jahre 1832 die Quelle des Mississippi River gefunden zu haben. Schoolcraft war ein ehemaliger Indianeragent des Bureau of Indian Affairs, sammelte Informationen und recherchierte im  Auftrag des Amerikanischen Kongresses. Er ermutigte Warren, seine Niederschriften zu veröffentlichen. Warren begann im Jahre 1849 für den 'Minnesota Pioneer' zu schreiben. Ermutigt durch die positive Resonanz auf seine Artikelserie, begann er eine neue Serie 'A Brief History of the Ojibwas' für die 'Minnesota Democrat newspaper' zu schreiben. 1851 wurde Warren in das Repräsentantenhaus des Minnesota-Territoriums gewählt. Nach ein paar Monaten trat er mit sieben weiteren aus Protest gegen einen neuen Sitzverteilungsplan von diesem Amt wieder zurück. Er behauptete, die Volkszählung, auf der die Verteilung der Sitze aufbaute, wäre nicht korrekt abgelaufen. Bei der darauffolgenden Wahl verlor er die Wahl an James Beatty. Vergeblich fochte er seine Niederlage an. Sein Arbeitgeber Henry Rice wurde später in den US-Senat gewählt (1858–1863). 
Warren war mit Mathilda Aitken verheiratet, einer Tochter von Gin-gion-cumig-oke, einer Anishinabe, und William Alexander Aitken, einem Pelzhändler. Er hatte fünf Kinder. Im Alter von 27 Jahren starb er an Tuberkulose und wurde in St. Paul beigesetzt. Sein Buch History of the Ojibway People, Based Upon Traditions and Oral Statements wurde erst 30 Jahre nach seinem Tod veröffentlicht.